# 青の炎
『青の炎』（あおのほのお）は、貴志祐介による小説、またはそれを原作とする2003年公開の日本映画、および漫画、その他に舞台。

## 概要
- 映像化作品は、演劇界の巨匠蜷川幸雄が映画を演出し話題となる。蜷川にとっては、19年ぶりの映画演出作品である。製作総指揮を務めた角川歴彦が蜷川に頼み、蜷川は断ろうとしましたが、角川が「この作品は日本版の『太陽がいっぱい』なんですよ」と言うので、蜷川はそれを承諾した[2]。
- 「（養）父殺し」「17才の完全犯罪」「インターネット」「美少女ゲーム」「ロードレーサー」など、小説の発売当時はあまり知られていなかった題材が登場する。

## ストーリー
湘南に住む櫛森秀一は名門高校に通う優等生。ある日、10年前に母と離婚した養父、曾根が現れた。横暴な曾根から家族を守るため、秀一は法的手段に訴えたが、大人の社会の仕組みは、秀一のささやかな幸せを返してはくれなかった。母親の体のみならず妹にまで手を出そうとする曾根に、ついに秀一の怒りは臨界点に達する。
激しい怒りは、静かな激怒へ変わり青い炎が、秀一の心に燈った。自らの手で曽根を殺害することを決心した秀一は、完全犯罪を計画する。

## キャッチコピー
- こんなにも切ない殺人者が、かつていただろうか。17才の少年が望んだもの。それは、平凡な家庭とありふれた愛。ただ、それだけだった。
- 僕は、独りで世界と戦っている。
- 17才の完全犯罪

## 登場人物（映画キャスト）

### 主要人物
櫛森 秀一
演 - 二宮和也（嵐）
物語の主人公。由比ヶ浜高校に通う高校2年の優等生。17歳。
美術部の幽霊部員で、主に油絵を描く。家族想いの優しい性格で繊細な反面、家族を守るためには手段を選ばない。平和な家庭を取り戻すために用意周到に曾根の殺人計画を立てて、完全犯罪を決行する。
未成年ながら飲酒癖があるが、適度なら自分では良いと思っている。パソコンの自作など幅広い趣味を持つ。ロードレーサーで学校に通うのが日課（映画版で、同級生がそれを「自転車」と言うたびに訂正する）。
テープレコーダーにその時々の自分の気持ちや考えを吹き込むのが趣味（本人は「痛みを言葉に置き換える作業」などと言っている）。ガレージを自分の部屋にしている。自室にある空の大きな水槽がお気に入りの場所らしく、作中では何度かこの中で寝そべっている。コンビニで夜の時間帯にバイトしている。
福原 紀子
演 - 松浦亜弥
秀一のクラスメイト。秀一と心を通わせる存在。
秀一とは中学時代に同級生だったが、家庭の事情で転校した。その後由比ケ浜高校に編入した。美術部部員で油絵をよく描く。
詳しい種類などは不明だが犬を飼っている。秀一に「自分の好きなものを順番にノートに書き出していくと心が落ち着く」と語っている。
映画版ではおとなしい少女だが、原作では気が強い。漫画版では登場しない。また、映画版と原作で、秀一の絵の裏に描いた落書きが異なっている。なお、紀子役を演じた松浦はこの演技により第18回高崎映画祭最優秀新人女優賞を受賞している。

### 秀一の家族など
櫛森 友子
演 - 秋吉久美子
秀一の母。前夫(秀一の実父)は事故で亡くしている。
10日程前から居着いてしまった曾根を家から追いだそうとしないため秀一からなじられる。また曾根から酒や金などの要求を断り切れないでいる。日中は、知り合いのインテリアショップで仕事している。
櫛森 遥香
演 - 鈴木杏（特別出演）
秀一の妹。中学2年生で、陸上部の所属。
曾根の連れ子で友子と曾根が離婚した後も戸籍上は曾根の娘のままだが、遥香自身はこのことを知らされていない。天真爛漫な性格で曾根がそばにいない時は無邪気に過ごしている。秀一とはちょっとした口げんかをしながらもお互いのことを想い合っており非常に仲がいい。
曾根 隆司
演 - 山本寛斎
櫛森家から平穏な空気を奪う存在。
友子の元夫で櫛森家に強引に住み着き、傍若無人に振舞う。秀一とは血縁がない。常に威圧的で普段は無口だが、何か気に入らないことがあると大声を出して暴れる。焼酎好き。
加納によると秀一の実父が亡くなった後に友子と付き合いだし、表向きは感じのいい優しそうな人柄だったとのこと。しかし再婚後にだらしない性格を現し始め、徐々に友子や秀一に暴力を振るうようになった。
幼い頃の秀一に、些細な事で暴力を奮った事があり、秀一に激しい憎しみを植え付けた。

### 秀一のクラスメイト（2年A組）
石岡 拓也
演 - 川村陽介
秀一の幼馴染。
学校をよく休んでおり、バイクに乗るなどフラフラしている。出来のいい兄とは違い、家族からほったらかしにされており浮いた存在。
その後、家族を殴って避けられるようになったとのこと。作中では思い詰めて何かしでかしそうだったため、心配した秀一により持っていたナイフを取り上げられている。
秀一の犯行に気づき、強請ったが、秀一に口封じで正当防衛を装って殺害される。原作での最期の言葉は「お……お前」「なんで……？」だが、映画版では秀一の名前を呼んでいる。
笈川 伸介
演 - 宮田幸輝
秀一の友達。あだ名はゲイツ。
家が酒屋で、内緒で商品の酒を持ち出しては、秀一にこっそり売って小遣いを稼いでいる。
大門 剛
演 - 木村雅
秀一の友達。メガネをかけている。
詮索好きで秀一の表情や行動が気になるようで、何かと秀一に聞いている。どちらかというと絵は得意ではなく、作中では風景画として描いた雲を見た秀一から「なんでドラえもん描いてるの」などと言われている。
原作でのあだ名は「無敵の大門」。由来は人が良いため敵を作らないから。映画版では、あだ名が「ダイモン」となっている。漫画版では紀子が登場しないため、紀子の出番の一部が大門に変わっている。

### 由比ヶ浜高校の教師たち
犬飼
演 - 近藤芳正
由比ヶ浜高校の秀一の担任。
小中
演 - 渡辺哲
日常の変化にイライラした秀一と話している内に、秀一が食って掛かってきたため言い合いになる。
美術教師
演 - 中山幸
若い男性教師。あまり熱心な教師ではない。
授業開始時に生徒の出欠確認をした後は、ヘッドフォンで大音量で音楽を聴きながら自身の絵を描くことに没頭している。

### 秀一に関わるその他の人たち
加納 雅志
演 - 六平直政
法律事務所の弁護士。
過去に友子から依頼を受けて、曾根との離婚を担当した弁護士。後に秀一から曾根についての相談にも乗る。
私書箱の男
演 - 竹中直人（友情出演）
私設私書箱の担当者。
秀一が『松岡四郎』という偽名とちょっとした変装をしているとは知らずに郵便物を預かる。
原作と映画版で外見が違う。
神崎 慎太郎
演 - 唐沢寿明（友情出演）
秀一が働いているコンビニ店のバイトの同僚。
不真面目な勤務態度で、作中では夜の時間帯に来る客が少ないため、仕事を秀一ひとりに任せて早く切り上げて帰ってしまう。
山本 英司
演 - 中村梅雀
秀一を取り調べる警部補。
一見するとほんわかした見た目で優しそうな人柄だが、仕事柄鋭い着眼点と論理的な考え方の持ち主。後にロードレーサーを購入して乗り始める。

## 製作スタッフ
- 監督：蜷川幸雄
- 脚本：蜷川幸雄、宮脇卓也
- 原作：貴志祐介「青の炎」（角川文庫刊）
- 音楽：東儀秀樹
- ステディカム：佐光朗
- ロードレーサー指導：宮田工業（福田三朗、栗村修）
- 特殊メイク：メイクアップディメンションズ（江川悦子、神田文裕）
- 技斗：二家本辰巳
- カースタント：アクティブ21
- 現像：東京現像所
- スタジオ：日活撮影所
- プロデュース：椿宜和、道祖土健
- 企画：江川信也
- 製作：「青の炎」製作委員会（角川書店、アスミック・エース、ジェイ・ストーム、東宝、博報堂、東芝、アップフロントグループ）

## 舞台版
2022年10月28日から11月6日にかけて、こくみん共済 coop ホール / スペース・ゼロにて公演された。

### 舞台スタッフ
- 原作：貴志祐介「青の炎」（角川文庫）
- 脚本：月森葵
- 演出：加古臨王

### 舞台キャスト
- 櫛森秀一 - 北村諒
- 福原紀子 - 飯窪春菜
- 石岡拓也 - 田中涼星
- 櫛森遥香 - 松永有紗
- 櫛森友子 - 田中良子
- 曾根隆司 - 村田洋二郎
- 山本英司 - 荒木健太朗

## 発行物一覧

### 小説
- 『青の炎』角川書店 上製本 1999年 ISBN 4-04-873195-5
- 『青の炎』角川書店 文庫本 2002年 ISBN 4-04-197906-4

### 映画DVD・VHS・Blu-ray Disc
- 青の炎 特別版
- 青の炎 二宮和也コレクターズエディション 切ない殺人者編
- 青の炎 松浦亜弥コレクターズエディション 十七歳の恋愛編
- 青の炎 Blu-ray

### 舞台Blu-ray Disc
- 舞台「青の炎」Blu-ray

### 写真集・映像集
- 『青の炎　二宮和也写真集』角川書店 西村彩子 撮影 2003年 ISBN 4-04-853556-0
- 『青の炎シナリオブック』角川書店 蜷川幸雄、宮脇卓也 著 2003年 ISBN 4-04-873452-0

### 漫画
- 『青の炎（あすかコミックスDX）』角川書店　新井理恵 漫画　ISBN 4-04-853593-5